# 袴腰山
袴腰山（日语：／），俄称埃别科火山（俄语：Вулкан Эбеко）是位於千島群島的幌筵島北端的外轮山火山，海拔高度1,156米，是全岛五座活火山之一，也是該群島最活躍的火山之一。埃別科火山自2016年10月18日起重新开始喷发。2024年8月，它再次喷发，释放出火山灰达2.5公里高。